# Манас (повіт)
44°18′21″ пн. ш. 86°13′00″ сх. д. / 44.30594° пн. ш. 86.21677° сх. д.
Манас (кит. 玛纳斯县, пін. Mănàsī Xiàn) — один із повітів КНР у складі Чанцзі-Хуейської автономної префектури, СУАР. Адміністративний центр — містечко Манас.

## Географія
Повіт Манас лежить на висоті близько 470 метрів над рівнем моря у центрі Джунгарської рівнини.

### Клімат
Повіт знаходиться у зоні, котра характеризується кліматом пустель помірного поясу. Найтепліший місяць — липень із середньою температурою 25,1 °C. Найхолодніший місяць — січень, із середньою температурою -16,4 °С.
| Клімат повіту Манас     | Клімат повіту Манас | Клімат повіту Манас | Клімат повіту Манас | Клімат повіту Манас | Клімат повіту Манас | Клімат повіту Манас | Клімат повіту Манас | Клімат повіту Манас | Клімат повіту Манас | Клімат повіту Манас | Клімат повіту Манас | Клімат повіту Манас | Клімат повіту Манас |
| Показник                | Січ.                | Лют.                | Бер.                | Квіт.               | Трав.               | Черв.               | Лип.                | Серп.               | Вер.                | Жовт.               | Лист.               | Груд.               | Рік                 |
| Середній максимум, °C   | −10,1               | −5,9                | 5,5                 | 19,4                | 26,3                | 30,9                | 32,3                | 31,2                | 25,3                | 15,7                | 3,4                 | −7                  | 13,9                |
| Середня температура, °C | −16,4               | −11,8               | 0,2                 | 12                  | 19                  | 23,7                | 25,1                | 23,3                | 17,1                | 8,2                 | −1,6                | −12,4               | 7,2                 |
| Середній мінімум, °C    | −21,9               | −17,5               | −4,7                | 5,4                 | 12                  | 16,7                | 18,4                | 16,2                | 10,2                | 2,7                 | −5,7                | −17                 | 1,2                 |
| Норма опадів, мм        | 8.9                 | 9.2                 | 13.7                | 25.2                | 29.6                | 23.1                | 23.8                | 18.5                | 16.5                | 18.5                | 16.7                | 12                  | 215.7               |
| Вологість повітря, %    | 82                  | 81                  | 74                  | 54                  | 48                  | 48                  | 52                  | 53                  | 58                  | 68                  | 80                  | 83                  | 65.1                |
| ----------------------- | ------------------- | ------------------- | ------------------- | ------------------- | ------------------- | ------------------- | ------------------- | ------------------- | ------------------- | ------------------- | ------------------- | ------------------- | ------------------- |
| Джерело: data.cma.cn    |                     |                     |                     |                     |                     |                     |                     |                     |                     |                     |                     |                     |                     |